# Stairway to Fairyland
Stairway to Fairyland är det tyska power metal-bandet Freedom Calls debutalbum. Det släpptes 1999 av skivbolaget Steamhammer. Skivan har även släppts på kassett och vinyl.

## Låtlista
1. "Over the Rainbow" – 5:51
2. "Tears Falling" – 5:37
3. "Fairyland" – 5:28
4. "Shine On" – 5:42
5. "We Are One" – 4:54
6. "Hymn to the Brave" – 3:59
7. "Tears of Taragon" – 6:54
8. "Graceland" – 5:34
9. "Holy Knight" – 5:00
10. "Another Day" – 5:51

Bonusspår
1. "Kingdom Come" – 4:50 (bonusspår på japanska[2] och koreanska[3] utgåvorna).

## Medverkande
Musiker
- Chris Bay – sång, gitarr
- Sascha Gerstner – gitarr
- Ilker Ersin – basgitarr
- Dan Zimmermann – trummor

Bidragande musiker
- Michael Rodenberg – keyboard
- Rolf Köhler - sång
- Olaf Senkbeil - sång

Produktion
- Charlie Bauerfeind – producent
- Chris Bay – producent
- Dan Zimmermann – producent
- Paul Raymond Gregory - omslagskonst
- Karsten Koch – foto